# Reflex fotopupilar

Reflex fotopupilar

Reflexul fotopupilar este reflexul de modificare a diametrului pupilei datorat unui flux luminos incident pupilei. Mușchii pupilodilatatori sau pupiloconstrictori îndeplinesc acest reflex.

## Mod de descriere cantitativ
Reflexul este caracterizat cantitativ prin relația dintre diametrul pupilar și intensitatea luminoasă care strabate pupila.
{\displaystyle M(D)=atanh\left({\frac {D-4.9}{3}}\right)}
{\displaystyle {\frac {dM}{dD}}{\frac {dD}{dt}}+2.3026\;atanh\left({\frac {D-4.9}{3}}\right)=5.2-0.45\;ln\left[{\frac {\Phi (t-\tau )}{4.8118~\times ~10^{-10}}}\right]\;\;}